# Lil Uzi Vert
Symere Bysil Woods (sinh ngày 31 tháng 7 năm 1995), thường được biết đến với nghệ danh Lil Uzi Vert, là một rapper, ca sĩ và nhạc sĩ người Mỹ. Đặc điểm của họ là những hình xăm và chiếc khuyên trên khuôn mặt, kiểu tóc lập dị và phong cách thời trang lưỡng tính, âm nhạc của họ thường xoay quanh chủ đề tăm tối, xây dựng hình ảnh dựa trên phong cách emo với trap. Sinh ra và lớn lên ở Philadelphia, Lil Uzi Vert trở nên nổi tiếng sau khi phát hành mixtape Luv Is Rage (2015), dẫn đến bản hợp đồng của họ với Atlantic Records.
Lil Uzi Vert thu hút sự chú ý sau khi phát hành đĩa đơn đầu tay "Money Longer" vào năm 2016. Bài hát là đĩa đơn chính cho mixtape tiếp theo Lil Uzi Vert vs. the World (2016), bao gồm bài hát "You Was Right". Sau khi phát hành 2 mixtape bổ sung vào năm 2016 và 2017, bao gồm mixtape hợp tác với Gucci Mane, Lil Uzi Vert góp giọng trong đĩa đơn dẫn đầu Billboard Hot 100 của Migos là "Bad and Boujee". Sau đó, họ đạt được đĩa đơn đầu tiên trong top 10 với "XO Tour Llif3", đĩa đơn đoạt giải Bài hát của mùa hè tại MTV Video Music Awards.
"XO Tour Llif3" là đĩa đơn chính trong album phòng thu đầu tay Luv Is Rage 2 (2017) của Lil Uzi Vert, ra mắt ở vị trí số 1 trên Billboard 200 và được Hiệp hội Công nghiệp Ghi âm Hoa Kỳ (RIAA) trao chứng nhận đĩa Bạch kim kép. Tại lễ trao giải Grammy năm 2018, Lil Uzi Vert được đề cử trong hạng mục Nghệ sĩ mới xuất sắc nhất. Album phòng thu thứ hai Eternal Atake (2020) của họ là một trong những album được mong đợi nhất ở dòng nhạc hip hop và tương tự như Luv Is Rage 2, sản phẩm cũng ra mắt ở vị trí số 1 trên Billboard 200.

## Xuất thân
Symere Woods sinh ngày 31 tháng 7 năm 1995, ở khu phố Francisville tại Bắc Philadelphia. Họ nghe nhạc của Mike Jones và Ying Yang Twins trong lúc lớn lên; album đầu tay của Jones là album đầu tiên mà họ mua. Woods sau đó bắt đầu nghe nhạc của Wiz Khalifa và Meek Mill, người đã ảnh hưởng đến phong cách âm nhạc tương lai của họ. Họ cũng bắt đầu nghe nhạc của Marilyn Manson, Paramore, Smash Mouth, The Rocket Summer, Simian, My Chemical Romance và The All-American Rejects khi họ 13 tuổi và nói rằng họ là "người hâm mộ cuồng nhiệt của Marilyn Manson" và gọi Mechanical Animals là album yêu thích của họ.
Woods bắt đầu đọc rap từ năm lớp 10, tự nhận mình là "đứa trẻ bình thường, tôi không thực sự muốn rap" sau khi nghe người bạn cùng lớp là William Aston đọc rap theo phong cách freestyle dưới bản nhạc cụ của Chris Brown. Woods, Aston và một người bạn khác đã thành lập một nhóm nhạc rap mang tên Steaktown, nhóm tan rã khi Woods 17 tuổi.
Woods bỏ học và sớm bắt đầu làm việc tại một cửa hàng Bottom Dollar, nhưng họ đã bỏ việc sau 4 ngày và bị mẹ đuổi ra khỏi nhà. Tình huống dẫn đến việc Woods có hình xăm đầu tiên trên khuôn mặt của mình là hình xăm "Faith" dưới chân tóc, điều này cân nhắc họ phải nghiêm túc với sự nghiệp rap của mình.
Tháng 7 năm 2021, Woods tiết lộ trong một dòng tweet rằng giấy khai sinh của họ cho thấy họ sinh năm 1995 sau khi tin nhầm rằng họ được sinh trước đó 1 năm — vào năm 1994.

## Sự nghiệp

### 2010–2015: Khởi nghiệp
Woods bắt đầu rap vào năm 2010 và hoạt động cùng các nhóm nhạc như Steaktown dưới cái tên "Sealab Vertical", mà theo lời họ thì mục đích là "chỉ vì tiền" Sau đấy họ đổi tên thành Lil Uzi Vert theo lời một người mô tả cách bắn rap của họ là "nhanh như súng máy." Dự án đầu tiên của Woods là một đĩa EP mang tên Purple Thoughtz Vol. 1 được phát hành vào ngày 19 tháng 1 năm 2014. Dự án được mô tả là theo thể loại "phonk" và được The Guardian nhận xét là sở hữu những phách cloud rap do phần sản xuất phiêu diêu và "gây ảo giác", khi Wood chú trọng về mảng trữ tình hơn hầu hết sự nghiệp của họ và được phát hành kèm đĩa đơn "White Shit" cùng với một video âm nhạc. Bài hát do Spaceghostpurrp sản xuất đã trở nên thịnh hành vào năm 2017 trong giới hip hop sau khi Wood tiến thân vào thị trường nhạc quần chúng. Ngay sau khi phát hành Purple Thoughtz Vol. 1, Woods gây được chú ý của những nghệ sĩ có tiếng trong ngành như ASAP Mob.
Dự án và các sản phẩm kế tiếp của Lil Uzi Vert đã thu hút sự chú ý của nhà sản xuất kiêm tìm kiếm và quản lý nghệ sĩ Don Cannon của Def Jam sau khi DJ Diamond Kuts thể hiện một trong những bài hát của Woods trên một đài phát thanh địa phương; Don đã ký hợp đồng với Woods và sản xuất đĩa mixtape đầu tiên của họ là The Real Uzi, phát hành vào ngày 5 tháng 8 năm 2014. Sau khi phát hành The Real Uzi, Woods ký hợp đồng thu âm với hãng đĩa Atlantic Records thông qua DJ Drama và Generation Now — hãng thu âm của Don Cannon và Leighton Morrison.

### 2016: Đột phá
Tháng 1 năm 2016, Lil Uzi Vert tham gia buổi hòa nhạc trực tiếp của A$AP Mob ở thành phố New York nhằm tôn vinh cố rapper ASAP Yams. Tháng 2, họ phát hành đĩa đơn "Money Longer" trên nền tảng SoundCloud sau khi ra mắt trên sóng phát thanh Shade 45. Tranh cãi nổ ra vào tháng 3 năm 2016 sau một cuộc bạo động diễn ra vào ngày cuối cùng của SXSW mà Woods góp mặt. Ngày 15 tháng 4 năm 2016, Lil Uzi Vert phát hành đĩa mixtape thứ ba và đĩa mixtape thương mại đầu tiên Lil Uzi Vert vs. the World. Đĩa mixtape ra mắt ở vị trí số 37 trên bảng xếp hạng Billboard 200, trở thành tác phẩm đầu tiên của Wood ra mắt trên bảng xếp hạng này. Dự án trụ vững trên bảng xếp hạng Billboard 200 trong 55 tuần, sau cùng nhận được chứng nhận Vàng. Woods và Kodak Black đã khởi động một chuyến lưu diễn chung vào năm 2016 mang tên Parental Advisory.

### 2017:Luv Is Rage 2
Lil Uzi Vert đã góp giọng trong đĩa đơn "Bad and Boujee" của nhóm nhạc hip hop Migos bao gồm 3 thành viên. Đĩa đơn được phát hành vào ngày 31 tháng 8 năm 2016 và trích từ album phòng thu thứ hai của Migos là Culture (2017). Tháng 1 năm 2017, trong khoảng thời gian phát hành album, đĩa đơn đã leo lên ngôi đầu bảng Billboard Hot 100 của Hoa Kỳ, trở thành đĩa đơn quán quân đầu tiên của Lil Uzi Vert dưới vai trò nghệ sĩ chính hoặc khách mời và là đĩa đơn có thứ hạng cao nhất của họ dưới cả hai vai trò kể trên. Ngày 27 tháng 2 năm 2017, Woods phát hành đĩa EP Luv Is Rage 1.5 trong hành trình lưu diễn cùng The Weeknd. Đĩa EP nhận được đánh giá tích cực bởi chất "mọt sách" với phần phối khí theo kiểu Kingdom Hearts và ca từ liên hệ tới anime, Steven Universe và hentai. Đĩa EP còn được ghi nhận là sự khởi đầu cho việc Woods được gắn liền với nhãn "emo-rapper" bởi những lời ca đau buồn trong bài hát "Luv Scars K.o 1600" hoặc nhắc đến các mối đe dọa tự sát và trầm cảm trong bản hit "XO Tour Llif3".
"Woke Up Like This" do họ thể hiện trong album của đồng nghiệp Playboi Carti sau cùng nhận chứng nhận Bạch kim và đạt vị trí cao nhất ở vị trí số 76 trên Billboard Hot 100. Lil Uzi Vert góp giọng cùng với ASAP Rocky, Playboi Carti, Quavo và Frank Ocean trong đĩa đơn "RAF" của nhóm nhạc hip hop ASAP Mob. Đĩa đơn bất ngờ được phát hành vào ngày 15 tháng 5 năm 2017 và trích từ album phòng thu thứ hai Cozy Tapes Vol. 2: Too Cozy của nhóm. Đầu tháng 8, nhân vật trong giới truyền thông hip hop DJ Akademiks thông báo rằng Luv Is Rage 2 của họ sẽ được phát hành trong 30 ngày tới. Ngày 24 tháng 8 năm 2017, Luv Is Rage 2 bất ngờ được phát hành vào nửa đêm và vào ngày 25 tháng 8 năm 2017, Lil Uzi Vert phát hành album phòng thu đầu tay Luv Is Rage 2 bị trì hoãn nhiều lần với đĩa đơn ra mắt trong top 10 là "XO Tour Llif3" được chọn làm đĩa đơn chính.

### 2018–2020:Eternal Atake,Lil Uzi Vert vs. The World 2vàPluto x Baby Pluto

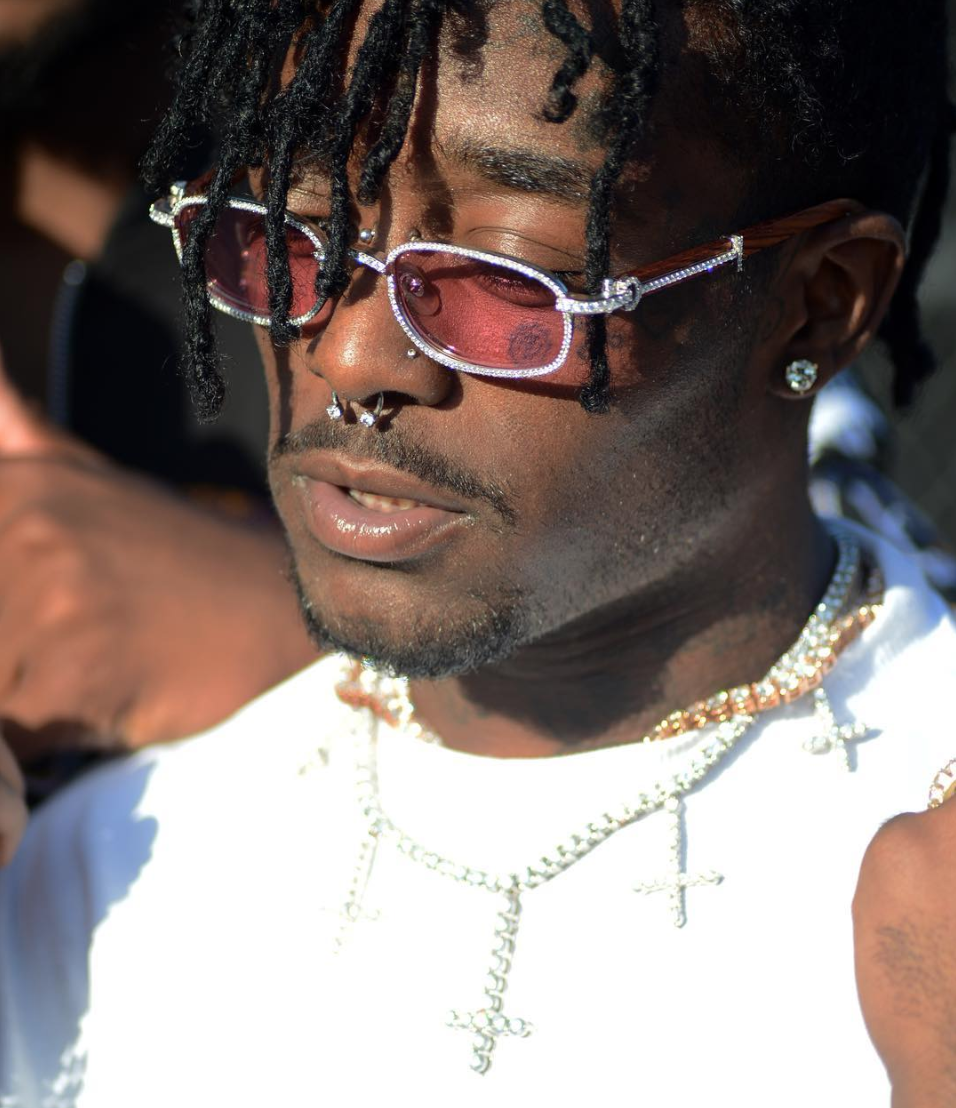
Lil Uzi Vert vào năm 2018.

Tháng 1 năm 2018, Lil Uzi Vert thông báo đã hoàn thành đĩa mixtape với nhà sản xuất nhạc Wheezy. Tháng 5 năm 2018, Don Cannon xác nhận rằng một dự án mới của Lil Uzi Vert dự kiến ra mắt vào năm 2018 và đồn đoán nổ ra vào tháng 7 năm 2018 khi Woods tweet dòng chữ "Eternal Atake" — tên album phòng thu thứ hai của họ (2020), đồng thời ghim dòng tweet và thông báo sản phẩm "sắp ra mắt" và đến cuối tháng, họ chia sẻ hình ảnh được chọn làm ảnh bìa cho dự án. Ảnh bìa được chọn cho Eternal Atake liên hệ tới biểu trưng của giáo phái Heavens Gate. Hai thành viên sống sót sau khi rời giáo phái cho biết sẽ có những hành động pháp lý đương đầu với Lil Uzi Vert vì đã sao chép phong cách của biểu trưng.
Ngày 12 tháng 3 năm 2020, Lil Uzi Vert nhá hàng bản chất lượng cao của Eternal Atake và sản phẩm tiếp nối đĩa mixtape Lil Uzi Vert vs. the World của họ vào tháng 7 năm 2016 là Lil Uzi Vert vs. the World 2, dự kiến phát hành vào ngày hôm sau, thời điểm mà người hâm mộ mong đợi là ngày phát hành album gốc. Phiên bản chất lượng có 14 bài mới, có sự hợp tác của nhiều nghệ sĩ khách mời như Chief Keef, 21 Savage, Future, Young Thug, Gunna, Lil Durk, Young Nudy và Nav. Nửa đầu album duy trì vị trí quán quân (tương dương doanh số bán 288.000 album tại Hoa Kỳ) với 400 triệu lượt phát trực tuyến vào đầu năm 2020 trong bối cảnh diễn ra đại dịch COVID-19. Thành tích này đánh dấu số lượt phát trực tuyến cao nhất hơn bất kỳ album nào kể từ năm 2018 chỉ sau album phòng thu thứ mười hai Tha Carter V của Lil Wayne đạt 433 triệu lượt phát trực tuyến.
Ngày 24 tháng 4 năm 2020, Lil Uzi Vert phát hành đĩa đơn mới mang tên "Sasuke", đĩa đơn đầu tiên kể từ khi phát hành phiên bản chất lượng cao của Eternal Atake. Ngày 10 tháng 7 năm 2020, Lil Uzi Vert xuất hiện trong phiên bản remix từ "Party Girl" của StaySolidRocky. Ngày 21 tháng 7 năm 2020, Lil Uzi Vert và Future đã ám chỉ về một dự án hợp tác chung sắp tới mang tên Pluto x Baby Pluto trên phương tiện truyền thông xã hội của họ. Cả hai sau đó đã phát hành 2 đĩa đơn mới là "Patek" và "Over Your Head" vào ngày 31 tháng 7, nhân dịp sinh nhật lần thứ 26 của Lil Uzi Vert. Pluto x Baby Pluto được phát hành vào ngày 13 tháng 11 năm 2020 và đạt vị trí số 2 trên Billboard 200. Phiên bản chất lượng cao được phát hành sau 4 ngày vào ngày 17 tháng 11, bao gồm 2 đĩa đơn được phát hành trước đó cũng như 6 bài hát mới.

### 2021–nay:Pink Tape
Cuối năm 2020, Lil Uzi Vert bắt đầu quảng bá đĩa đơn mới trên Instagram Live, tương tự với những đĩa đơn nổi tiếng thuở đầu trong sự nghiệp của họ. Sau đó, họ công bố một dự án sắp tới mang tên Forever Young cũng như phần tiếp theo của Luv Is Rage 2 và một dự án được phát hành độc quyền trên SoundCloud. Ngày 29 tháng 10 năm 2021, Lil Uzi Vert phát hành đĩa đơn "Demon High", dự kiến sẽ là đĩa đơn chính trong album sắp tới Pink Tape của họ được giới thiệu kể từ tháng 12 năm 2020.

## Phong cách âm nhạc
Complex gọi Lil Uzi Vert là "một trong những cái tên cần chú ý trong năm 2016". Noisey gọi họ là "có sức lôi cuốn rõ ràng", một "nghệ sĩ giải trí tự nhiên", người "tốt hơn hoặc xấu hơn, kéo mọi người vào tương lai."
Phong cách rap của Lil Uzi Vert được so sánh với nhạc rock, cũng như được gắn liền với thuật ngữ emo rap. Họ cũng được mô tả là một lo-fi rapper và được so sánh với rapper Lil Wayne.

### Ảnh hưởng
Lil Uzi Vert gọi Marilyn Manson là "nguồn cảm hứng lớn nhất của anh". Họ cũng là một người hâm mộ của ban nhạc Paramore, nêu danh cụ thể thành viên hát chính Hayley Williams là nguồn cảm hứng âm nhạc. Trong một buổi phỏng vấn với Complex, Lil Uzi Vert đã nêu danh ASAP Rocky (người mà họ từng hợp tác trong "Raf"), Pharrell Williams (người mà họ từng hợp tác trong "Neon Guts"), Kanye West (người mà họ từng hợp tác trong "Watch"), Simple Plan, Young Thug (người mà họ từng hợp tác trong "Yamborghini Dream", "What's The Move" và "Strawberry Peels"), Wiz Khalifa (người mà họ từng hợp tác trong "Queso" và "Pull Up"), Lil Wayne (người mà họ từng hợp tác trong "Multiple Flows") và Ying Yang Twins là nguồn cảm hứng âm nhạc của họ.

## Đời tư
Woods hẹn hò với nhà thiết kế thời trang Brittany Byrd từ năm 2014 đến 2017. Byrd là một nhân vật nổi tiếng trong số những người hâm mộ của Woods, cô theo học Parsons School of Design sau khi chuyển từ California để đến trường, thời điểm mà cô gặp Woods. Woods lần đầu tiên nhắc đến Byrd trong bài hát "Nuyork Nights at 21" từ Luv Is Rage và từ đó họ đã sản xuất nhiều bài hát về cô, thậm chí cô còn xuất hiện trong video âm nhạc cho đĩa đơn "Money Longer" của Woods. Ngày 26 tháng 6 năm 2017, cặp đôi chia tay với Woods thông báo tin tức cùng một bài hát mới mang tên "Stole Your Luv." Họ hiện đang hẹn hò với nữ rapper JT của City Girls và có một hình xăm dành cho cô trên cánh tay trái của họ.
Trong một buổi phỏng vấn với GQ, Woods cho biết họ bị dị ứng với sô cô la.
Sau cái chết của rapper Lil Peep, Woods thông báo rằng họ đã bỏ ma túy và đang cố gắng để giữ cho mình được tỉnh táo.
Sau cái chết của rapper và người bạn XXXTentacion, Woods đã yêu cầu các rapper khác trợ giúp trên mạng xã hội nhằm xây dựng nền tảng chống lại bạo lực súng đạn, điều này sẽ giúp gia đình và người con của XXXTentacion được chu cấp trong tương lai.
Tháng 7 năm 2022, Woods đổi đại từ của họ sang "they/them" trên Instagram, việc mà sau đó được xác nhận bởi người phát ngôn của họ trong một lời công bố với Pitchfork.

### Tranh cãi
Woods bị buộc tội là một người theo chủ nghĩa Satan bởi rapper đối thủ Daylyt, người tuyên bố rằng Woods tôn thờ quỷ Satan. Woods được cho là lấy cảm hứng từ sự tôn thờ và ủng hộ quỷ Satan của Marilyn Manson, người mà họ gọi là nguồn cảm hứng lớn nhất của mình. Tháng 7 năm 2018, Woods nói với người hâm mộ trong một đám đông rằng họ đang "đi xuống địa ngục" với họ.
Tháng 8 năm 2017, Woods gây ra tranh cãi bằng cách thêm hình ảnh Satan vào tài khoản mạng xã hội của mình và nói những cụm từ thường liên quan đến chủ nghĩa Satan như "666". Woods thường xuyên quảng bá chủ nghĩa Satan trên phương tiện truyền thông mạng xã hội của họ, điều này đi xa đến mức hãng thu âm của Woods đã tước quyền truy cập Instagram của họ.

### Vấn đề về pháp luật
Ngày 8 tháng 12 năm 2016, Woods bị bắt tại Atlanta, Georgia vì tội lái xe máy địa hình một cách liều lĩnh. Woods và một người bạn đã lái một chiếc xe không có đèn và không đội mũ bảo hiểm trước khi bị cảnh sát chú ý. Trong khi bị cảnh sát truy đuổi, Woods đã ngã khỏi xe và cố gắng bỏ chạy trước khi bị bắt và bị phạt 6.500 USD. Tháng 11 năm 2017, cáo buộc được giải quyết với Woods nhận bản án phục vụ cộng đồng. Tháng 10 năm 2020, Woods và một số người khác bị bắt trên đường phố Philadelphia sau khi tham gia vào một vụ đánh nhau bằng súng bắn sơn. Họ bị bắt sau khi chia sẻ video về cuộc tranh chấp trên Instagram.

### Kim cương trên trán
Tháng 2 năm 2021, Woods tiết lộ rằng họ đã cấy một viên kim cương hồng 10 carat vào trán. Viên kim cương mà họ mua lại từ nhà kim hoàn Elliot Eliantte được cho là có giá 24 triệu USD. Woods nói rằng quyết định này được truyền cảm hứng từ nam rapper Lil B, người được cấy ghép tương tự. Họ cũng chịu ảnh hưởng từ phim hoạt hình Steven Universe mà họ là một người hâm mộ. Họ lên kế hoạch làm việc này kể từ năm 2017. Một số meme đã được nảy sinh, so sánh ngoại hình mới của họ với nhân vật Vision trong Marvel Cinematic Universe và thường đề cập đến cái chết của nhân vật trong phim Avengers: Cuộc chiến vô cực.
Woods chia sẻ trên Instagram của mình rằng "nếu viên kim cương của [họ] không được lấy ra một cách chính xác, [họ] có thể chết." Tháng 6 năm 2021, Woods lấy viên kim cương ra khỏi trán. Tháng 9 năm 2021, người hâm mộ tại một lễ hội âm nhạc đã giật viên kim cương ra khỏi trán của họ khi họ đang biểu diễn. Họ đã lấy lại được viên kim cương ngay sau đó.

## Danh sách đĩa nhạc
Album phòng thu
- Luv Is Rage 2 (2017)
- Eternal Atake (2020)

## Giải thưởng và đề cử
| Năm  | Giải thưởng              | Đề cử                        | Hạng mục                              | Kết quả   | Nguồn   |
| ---- | ------------------------ | ---------------------------- | ------------------------------------- | --------- | ------- |
| 2017 | Billboard Music Awards   | Bản thân                     | Nghệ sĩ mới hàng đầu                  | Đề cử     | [ 99 ]  |
| 2017 | Billboard Music Awards   | "Bad and Boujee" (với Migos) | Bài hát Rap hàng đầu                  | Đề cử     | [ 99 ]  |
| 2017 | Billboard Music Awards   | "Bad and Boujee" (với Migos) | Hợp tác Rap hàng đầu                  | Đề cử     | [ 99 ]  |
| 2017 | MTV Video Music Awards   | "Bad and Boujee" (với Migos) | Video Hip Hop xuất sắc nhất           | Đề cử     | [ 100 ] |
| 2017 | MTV Video Music Awards   | "XO Tour Llif3"              | Bài hát của mùa hè                    | Đoạt giải | [ 100 ] |
| 2018 | Grammy Awards            | Bản thân                     | Nghệ sĩ mới xuất sắc nhất             | Đề cử     | [ 101 ] |
| 2018 | Grammy Awards            | "Bad and Boujee" (với Migos) | Màn trình diễn Rap xuất sắc nhất      | Đề cử     | [ 101 ] |
| 2018 | iHeartRadio Music Awards | "Bad and Boujee" (với Migos) | Bài hát Hip Hop của năm               | Đề cử     | [ 102 ] |
| 2018 | iHeartRadio Music Awards | Bản thân                     | Nghệ sĩ Hip Hop mới xuất sắc nhất     | Đề cử     | [ 102 ] |
| 2018 | MTV Video Music Awards   | Bản thân                     | Nghệ sĩ mới xuất sắc nhất             | Đề cử     | [ 103 ] |
| 2020 | American Music Awards    | Eternal Atake                | Album Rap/Hip Hop được yêu thích nhất | Đề cử     | [ 104 ] |